# Shailene Woodley
Shailene Woodley   (San Bernardino, 15 de novembre de 1991) és una actriu estatunidenca. Tot i que nascuda a San Bernardino, es va criar a Simi Valley. Va començar a fer de model publicitària als cinc anys i va començar a actuar professionalment en papers menors de televisió, després va guanyar protagonisme pel seu paper com a Amy Juergens a la sèrie dramàtica per a adolescents The Secret Life of the American Teenager (2008-2013), sobre una noia de 15 anys que s'assabenta que està embarassada i, posteriorment, va protagonitzar les pel·lícules The Descendants (2011) i The Spectacular Now (2013), amb què va rebre la seva primera nominació al Globus d'Or a la millor actriu secundària.
Va aconseguir un major reconeixement pel seu paper protagonista com a pacient adolescent de càncer al drama romàntic The Fault in Our Stars (2014) i com a Beatrice Prior a la trilogia de ciència-ficció The Divergent Series (2014-2016). Va interpretar a una supervivent d'una agressió sexual a la sèrie dramàtica d'HBO Big Little Lies (2017-2019), per la qual va ser nominada novament al Globus d'Or i al Primetime Emmy Award. Des de llavors, ha interpretat papers secundaris a les pel·lícules Snowden (2016), The Mauritanian (2021) i Ferrari (2023), i va protagonitzar Adrift (2018) i The Last Letter from Your Lover (2021).
Woodley també és una coneguda activista ambiental. És ambaixadora d'oceans de Greenpeace i ha col·laborat amb aquesta organització en campanyes de política ambiental, en particular a favor del Tractat d'Alta Mar i el Tractat de Contaminació Mundial per Plàstics. També és membre del comitè d'acció política d'Our Revolution i cofundadora de l'organització sense ànim de lucre All it Takes, dedicada al desenvolupament juvenil.

## Trajectòria

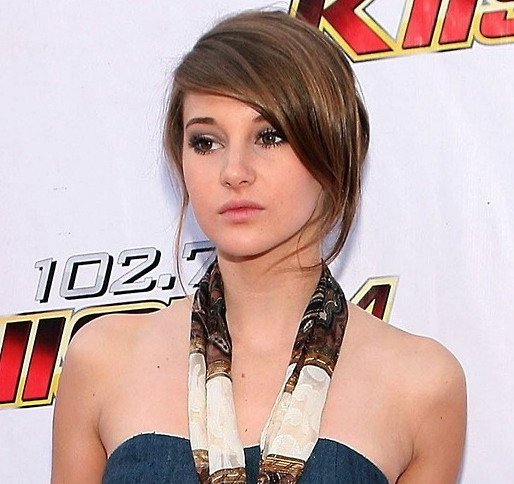
Woodley el 2009

Shailene Woodley va començar la seva carrera d'actriu el 1999 amb un paper menor al telefilm Replaceing Dad. Va continuar actuant en papers televisius secundaris a The District i Crossing Jordan, en què va fer del personatge principal de Jill Hennessy a l'edat de 10 anys. Va seguir amb un paper principal al telefilm A Place Called Home (2004) com a California Ford, que li va valdre una nominació als Premis Young Artist. També va interpretar la jove Kaitlin Cooper a The O.C. i Felicity Merriman al telefilm Felicity: An American Girl Adventure (2005). Aquesta actuació va merèixer una altra nominació als Premis Young Artist. Després d'això, Woodley va aparèixer en papers de convidada en sèries de televisió com Everybody Loves Raymond, My Name is Earl, CSI: NY, Close to Home i Cold Case.
El 2011, Woodley va fer el seu debut al llargmetratge a The Descendants d'Alexander Payne, on va interpretar Alex, la problemàtica filla gran de Matt King (interpretat per George Clooney). Després dels reconeixements per la seva actuació, Woodley va rebre una nominació al Globus d'Or a la millor actriu secundària, i va guanyar el premi Independent Spirit a la millor actriu secundària, així com el Trophée Chopard al 65è Festival Internacional de Cinema de Canes, entre altres reconeixements.
El 2014, Woodley va interpretar Beatrice «Tris» Prior a la pel·lícula Divergent, una adaptació de la novel·la juvenil homònima més venuda de Veronica Roth i la primera entrega de The Divergent Series. Woodley va ser la primera i única actriu considerada per al paper de Tris. Per a preparar el seu treball, Woodley es va entrenar durant quatre setmanes a Chicago abans de començar el rodatge de la pel·lícula. Va fer sessions de lluita, entrenament amb armes i entrenament amb ganivets amb el coordinador d'acrobàcies Garrett Warren. Ambientada en un Chicago distòpic i postapocalíptic, la pel·lícula va rebre crítiques diverses, però l'actuació de Woodley com a Tris va rebre una acollida favorable. Divergent va assolir el primer lloc a la taquilla durant el cap de setmana d'estrena, i va ser un èxit financer. Woodley va rebre el premi Female Star of Tomorrow del CinemaCon de 2014.
També el 2014, Woodley va interpretar a Hazel Grace Lancaster a The Fault in Our Stars, l'adaptació cinematogràfica de No està escrit a les estrelles de John Green. Va retratar una pacient de càncer de 16 anys que coneix i s'enamora d'Augustus Waters (Ansel Elgort, qui també va interpretar el seu germà a la sèrie Divergent ), un adolescent afectat de la mateixa manera del seu grup de suport al càncer. La pel·lícula va ser un èxit de taquilla, amb una recaptació de més de 307 milions de dòlars a tot el món. L'actuació de Woodley va rebre elogis de la crítica; Peter Travers a Rolling Stone la va considerar «una actriu sublim amb un currículum que demostra pràcticament que és incapaç de fer un moviment en fals davant la càmera», i Richard Roeper del Chicago Sun-Times va qualificar la seva actuació com a digna d'un Oscar, afegint-hi que «és memorable».
Tenint en compte el progrés de la seva carrera artística i l'èxit continuat de les seves interpretacions al cinema, Woodley va obtenir una nominació al BAFTA a l'estrella emergent el 2015. El mateix any va repetir el seu paper de Tris a The Divergent Series: Insurgent , la segona part de The Divergent Series. Malgrat una recepció crítica més tèbia que la pel·lícula anterior, Insurgent va ser un èxit comercial, guanyant gairebé 100 milions de dòlars en el seu debut internacional i va recaptar 295,2 milions de dòlars a tot el món. Va tornar a repetir el seu paper a la penúltima pel·lícula de la sèrie Allegiant (2016).
A continuació va protagonitzar, al costat de Joseph Gordon-Levitt, el thriller biogràfic d'Oliver Stone Snowden (2016), en què Gordon-Levitt va interpretar Edward Snowden i Woodley va interpretar Lindsay Mills, la parella sentimental de Snowden. La pel·lícula va estrenar-se al Festival Internacional de Cinema de Toronto.
A Big Little Lies, el 2017, Woodley va interpretar una supervivent d'una agressió sexual, al costat de Nicole Kidman i Reese Witherspoon, a la sèrie dramàtica aclamada d'HBO dirigida per Jean-Marc Vallée. Va ser nominada als premis Emmy i als Globus d'Or pel seu paper. Amb tot, va repetir el seu paper de Jane Chapman per a la segona temporada el 2019.
També va protagonitzar com a Tami Oldham Ashcraft i produir la pel·lícula biogràfica Adrift (2018), amb Baltasar Kormákur com a director. Woodley va aprendre a navegar a vela i va fer les seves pròpies acrobàcies a la pel·lícula, la majoria de les quals es van rodar a l'oceà davant de la costa de Fiji. Owen Gleiberman de Variety la va considerar «una actriu sensual», afirmant que «té el do de fer dramàtica la sensualitat; hi ha una bella severitat en els seus trets que et permet sentir les coses que t'està mostrant. Això és un talent, però també és un instint». Woodley va ser guardonada amb el BAFTA a l'estrella emergent durant el Festival de Cinema de Deauville de 2018.
El 2019, Woodley va protagonitzar el drama romàntic Endings, Beginnings al costat de Sebastian Stan, Jamie Dornan i Matthew Gray Gubler. La pel·lícula es va estrenar al Festival Internacional de Cinema de Toronto i es va presentar com a semi-improvisada, basant-se en un guió de 80 pàgines. Woodley va interpretar Daphne, un personatge contemporani que intenta encaixar la seva vida a través de l'autorealització. Peter Travers de Rolling Stone va escriure que «són les actuacions de Woodley les que aixequen el llistó en cada escena».
El 2021, Woodley va tenir un paper secundari a la pel·lícula dramàtica sobre de la vida real de Kevin Macdonald al Centre de detenció de Guantánamo a The Mauritanian, al costat de Jodie Foster, Tahar Rahim i Benedict Cumberbatch. Va interpretar-hi a Teri Duncan, l'ajudant de l'advocada Nancy Hollander (interpretada per Foster). Després va fer un petit paper a la pel·lícula The Fallout i va protagonitzar i va ser productora executiva del drama romàntic The Last Letter from Your Lover al costat de Felicity Jones, basat en el llibre més venut de Jojo Moyes. Va interpretar a Jennifer Stirling, una dona casada dels anys 1960 atrapada en una història d'amor il·lícita.
El 2023, Woodley va protagonitzar i va produir la pel·lícula de thriller criminal To Catch a Killer. Dirigida i coescrita pel cineasta argentí Damián Szifron en el seu debut en anglès, la pel·lícula se centra en el personatge de Woodley, Eleanor Falco, una policia talentosa però problemàtica que és reclutada per l'FBI per ajudar a perfilar i localitzar un assassí en sèrie. A continuació, va protagonitzar al costat de Jack Whitehall la comèdia de ciència-ficció Robots, el debut a la direcció cinematogràfica del duet de guionistes Anthony Hines i Casper Christensen. Basada en el conte de Robert Sheckley de 1973, The Robot Who Looked Like Me, la pel·lícula segueix Charles (Jack Whitehall), i una buscadora d'or, Elaine (Woodley), quan es veuen obligats a unir-se i perseguir els seus robots dobles, que s'han enamorat i han fugit junts. Woodley va afirmar al lloc web Collider que el que la va fer acceptar el paper d'Elaine va ser «tenir l'oportunitat de fer una comèdia per primera vegada, i que per sota de la comèdia hi hagués aquest missatge d'amor bell». Després va aparèixer a Dumb Money de Craig Gillespie i va interpretar a Lina Lardi, amant del fundador de Ferrari, Enzo Ferrari, al biopic Ferrari de Michael Mann, juntament amb Adam Driver i Penélope Cruz.

## Activisme
Shailene Woodley és una compromesa activista ambiental i lluitadora contra el canvi climàtic. El 2010, ella i la seva mare van cofundar l'organització sense ànim de lucre All it Takes, un programa de lideratge juvenil que té com a objectiu educar els joves perquè practiquen l'empatia, la compassió, la responsabilitat amb el propòsit i l'esperança de fomentar un canvi sostenible i positiu per a ells mateixos, els altres i el medi ambient.
Woodley va donar suport i va fer campanya per Bernie Sanders com a president el 2016. Va organitzar el moviment Up To Us en suport de la Convenció Nacional Demòcrata per a conscienciar sobre els problemes polítics, socials i ambientals que els candidats han d'abordar abans de les eleccions.
El 2016, Woodley va protestar contra el Dakota Access Pipeline, un oleoducte subterrani de transport de petroli. A l'octubre, després d'un mes i mig de participació activa amb altres manifestants, va ser arrestada per intrusió criminal a Saint Anthony (Dakota del Nord). La fotografia de la seva detenció es va distribuir a través dels mitjans de comunicació social juntament amb els hashtags #FreeShailene, #NoDAPL i #IStandWithStandingRock. Va pagar una fiança per a ella i els altres 26 manifestants i, posteriorment, va ser posada en llibertat. Deu dies després de la seva detenció, va escriure una peça per a Time, titulada «The Truth About My Arrest», detallant la seva experiència i conscienciant sobre els problemes ambientals i socials. Finalment es va haver de declarar culpable i va ser condemnada a un any de presó.
A mitjans de 2016, Woodley es va unir a la junta de'Our Revolution, una organització política amb l'objectiu d'educar els votants, involucrar-los en el procés polític i donar suport a polítiques progressistes com Medicare for All. El 29 de setembre de 2016, Woodley va ser homenatjada als Premis Global Green Environmental 20th Anniversary, rebent el premi al lideratge ambiental de la indústria de l'entreteniment per cofundar All it Takes. L'octubre de 2016, va rebre el premi Female EMA Futures Award durant els 26th Annual Environmental Media Association (EMA) Awards. També va rebre el premi Advocate als premis InStyle 2016, pel seu treball i defensa dels que ho necessiten. El 2017, l'organització ecologista Sierra Club va homenatjar Woodley en el seu 125è aniversari pel seu activisme de base.
Woodley ha expressat el seu convenciment en les energies netes i renovables. El 2017, va escriure un article d'opinió per a The Hill , titulat «US Should Run on Renewable Energy by 2050», animant els estatunidencs a donar suport a la tecnologia i la necessitat de fer la transició cap a una economia impulsada per fonts d'energia 100% netes. Va presentar la 100 by '50 Act, un projecte de llei que demana als Estats Units d'Amèrica que redueixin de manera progressiva la contaminació per carboni i assoleixin una energia 100% neta i renovable l'any 2050, patrocinada pel senador Jeff Merkley. El 2019, va donar suport a Indigenized Energy, una organització local sense ànim de lucre que aporta energia solar i llocs de treball als nadius americans.
Woodley va portar l'activista Calina Lawrence als Globus d'Or de 2018 com a convidada. S'havien conegut a Standing Rock mentre protestaven contra el Dakota Access Pipeline. El juliol de 2019, Woodley es va convertir en ambaixadora dels oceans de Greenpeace i es va embarcar en una expedició de tres setmanes de durada al mar dels Sargassos per a estudiar l'impacte dels plàstics i els microplàstics en la vida marina i per a documentar la importància d'aquest ecosistema únic per a la protecció sota un nou tractat mundial oceànic que s'estava negociant a l'Organització de les Nacions Unides. Va escriure una peça per a Time, titulada «How I'm Changing My Life to Help Save the Seas», en la qual es descriu la seva experiència. L'expedició va assolir el resultat desitjat el març de 2023, ja que finalment es va acordar el Tractat de l'Oceà de les Nacions Unides. L'acord manté viu l'objectiu de 30x30: protegir el 30% dels oceans del món l'any 2030.
El 2020, Woodley es va associar amb Karün, una B Corporation que fabrica ulleres utilitzant residus reciclats com xarxes de pesca, cordes i metalls recollits per treballadors locals. La seva col·laboració va crear la línia de productes «Karün de Shailene Woodley», construint la seva identitat al voltant de la connexió del disseny del producte amb la protecció de la natura. Va ser guardonada com la marca d'ulleres més sostenible el 2021 i el 2022 pels Global Brands Magazine Awards.